# Prix Jean Dumouch
Prix Jean Dumouch, tidigare Prix de Chateaudun, är ett travlopp för 5-10-åriga varmblodstravare som körs på Vincennesbanan i Paris i Frankrike varje år i mitten av december under det franska vintermeetinget. Det är ett Grupp 3-lopp, det vill säga ett lopp av näst näst högsta internationella klass. Loppet körs över distansen 2850 meter. Den samlade prissumman i loppet är 90 000 euro varav förstapriset är 40 500 euro.

## Vinnare
| År   | Häst             | Kusk                | Tränare                 | Tid    |
| ---- | ---------------- | ------------------- | ----------------------- | ------ |
| 2024 | Inexess Bleu     | Alexandre Abrivard  | Laurent-Claude Abrivard | 1.13,0 |
| 2023 | Hip Hop Haufor   | Christian Bigeon    | Christian Bigeon        | 1.13,3 |
| 2022 | Copsi            | Dominik Locqueneux  | Dominik Locqueneux      | 1.15,0 |
| 2021 | Elie de Beaufour | Jean-Michel Bazire  | Jean-Michel Bazire      | 1.13,8 |
| 2020 | Dorgos de Guez   | Jean-Michel Bazire  | Jean-Michel Bazire      | 1.13,6 |
| 2019 | Cleangame        | Jean-Michel Bazire  | Jean-Michel Bazire      | 1.11,6 |
| 2018 | Balbir           | Mickael Cormy       | Mickael Cormy           | 1.14,0 |
| 2017 | Uza Josselyn     | Alexandre Abrivard  | René Aebischer          | 1.13,6 |
| 2016 | Viking Va Bene   | Matthieu Abrivard   | Thierry Duvaldestin     | 1.13,7 |
| 2015 | Quick Fix        | Dominiek Locqueneux | Lutfi Kolgjini          | 1.14,1 |
| 2014 | Vabellino        | Éric Raffin         | Sebastien Guarato       | 1.13,1 |
| 2013 | Septuor          | Julien Dubois       | Alexandre De Jésus      | 1.14,0 |
| 2012 | Juggle Face      | Pierre Vercruysse   | Lutfi Kolgjini          | 1.14,2 |
| 2011 | Son Alezan       | Matthieu Abrivard   | Franck Leblanc          | 1.13,4 |
| 2010 | Fabrice Axe      | Jean-Michel Bazire  | Jean-Michel Bazire      | 1.14,5 |
| 2009 | Punch de Chenu   | Éric Raffin         | Jean Michel Baudouin    | 1.14,9 |
| 2008 | Paris Haufor     | Christian Bigeon    | Christian Bigeon        | 1.13,9 |
| 2007 | Order By Fax     | Dominiek Locqueneux | Per Lennartsson         | 1.14,9 |